# 泰氏划蝽
泰氏划蝽（学名：Sigara takahashii）为划蝽科划椿屬下的一个种。